# Império do Divino Espírito Santo da Calheta de Nesquim

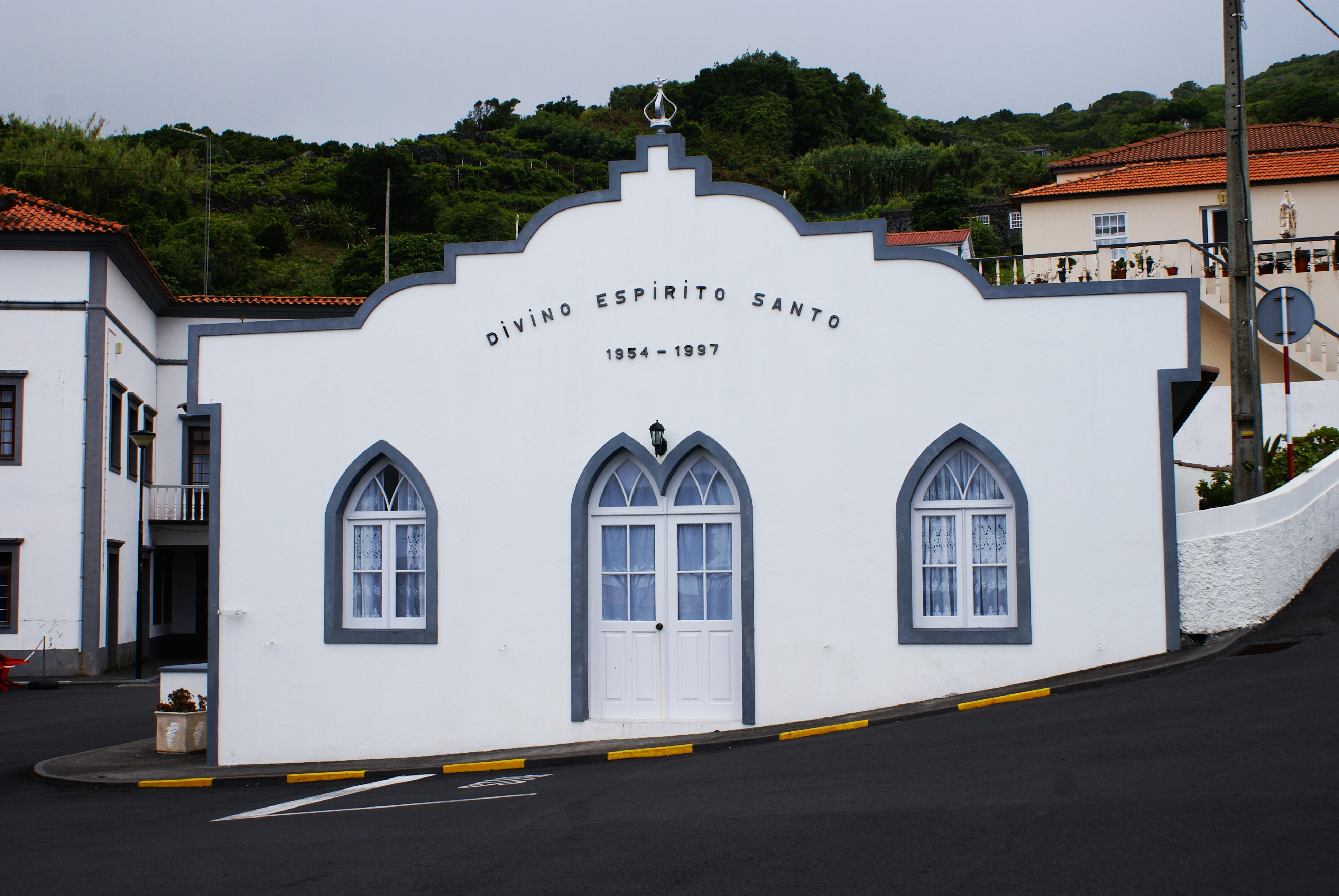
Império do Espírito Santo da calheta de Nesquim.

O Império do Divino Espírito Santo da Calheta de Nesquim é um Império do Espírito Santo português que se localiza na freguesia da Calheta de Nesquim, concelho das Lajes do Pico, ilha do Pico, arquipélago dos Açores.
Este império foi fundado em 1954, data que ostenta na fachada.